# Theodor Ludwig Lau

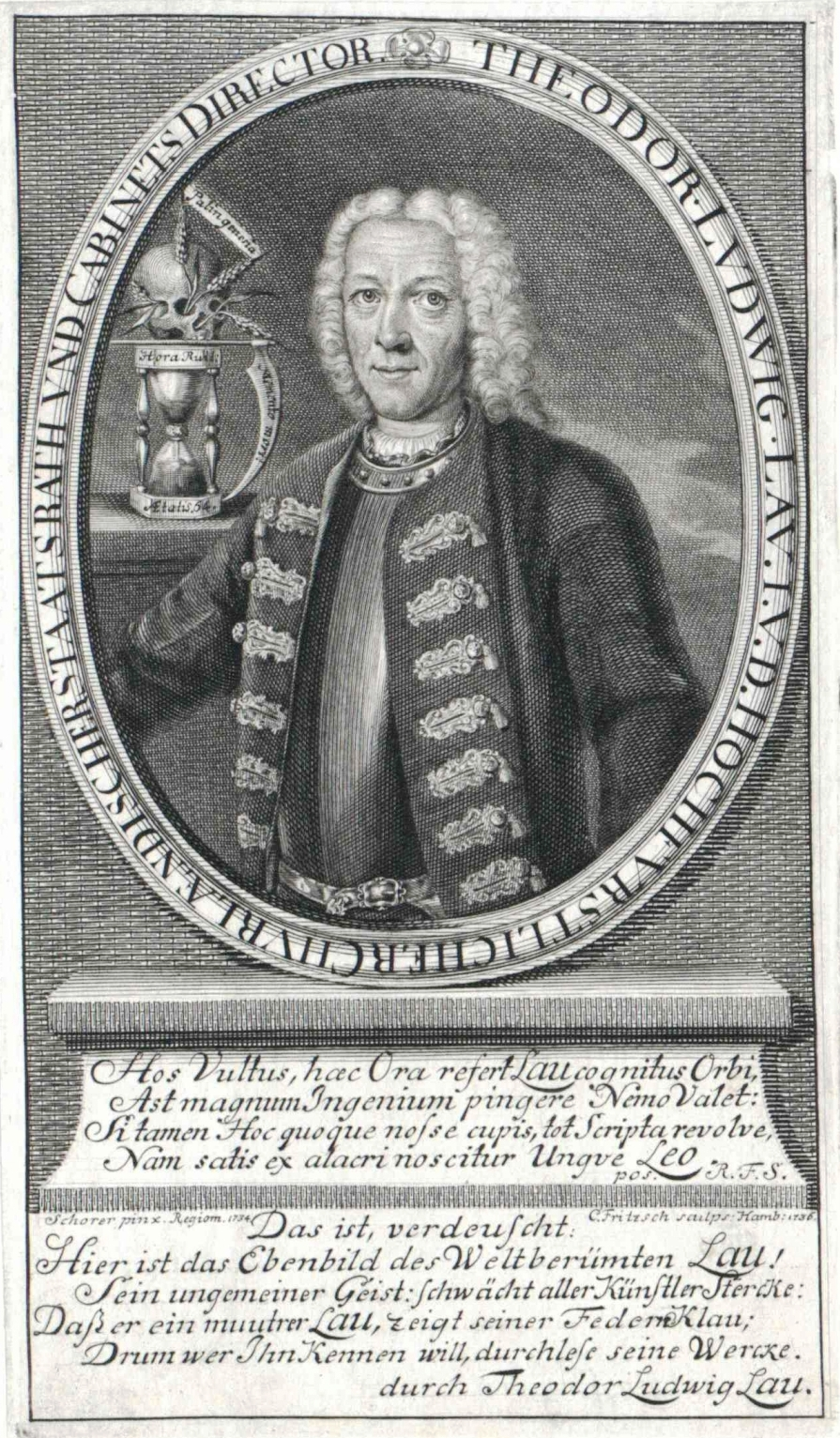
Theodor Ludwig Lau, Stich von Christian Fritzsch (1736)

Theodor Ludwig Lau (* 15. Juni 1670 in Königsberg; † Februar 1740 in Altona) war ein deutscher Jurist und Philosoph der Aufklärung.

## Leben
Theodor Ludwig Lau war ein Sohn des Juristen Philipp Lau (1622–1682). Er studierte ab 1685 in Königsberg Philosophie, Theologie und Jura. 1694/95 studierte er noch ein Jahr in Halle und bereiste danach die Niederlande, England und Frankreich. Danach war er bis 1711 im Dienst des Herzogs von Kurland, Friedrich Wilhelm Kettler. 1717 wurde er unter dem Namen Lau von Löwenstern in den Reichsadelsstand erhoben. Er veröffentlichte 1717 und 1719 seine deistisch-spinozistischen Ansichten; die Bücher wurden sehr schnell verboten. Ab 1727 hielt er sich wieder in seiner Heimatstadt auf, bekam aber bald auch hier Schwierigkeiten, als seine Autorschaft an diesen Büchern bekannt wurde. Ab 1736 lebte er unter falschem Namen in Altona. Er starb in tiefster Armut.

## Schriften
- Meditationes philosophicae de Deo, Mundo, et Homine. 1717
- Meditationes, Theses, Dubia philosophico-theologica. 1719
- Entwurf einer wohleingerichteten Polizey. Frankfurt am Main 1717